# Isole Vergini Americane ai Giochi della XXXI Olimpiade
Le Isole Vergini Americane hanno partecipato ai Giochi della XXXI Olimpiade, che si sono svolti a Rio de Janeiro, in Brasile, dal 5 al 21 agosto 2016 con una delegazione di 7 atleti: 3 nell'atletica leggera, 2 nel nuoto, 1 nel pugilato e 1 nella vela. Il portabandiera è stato il velista Cy Thompson.

## Risultati

### Nuoto
| Atleta        | Evento                    | Batterie | Batterie  | Semifinali      | Semifinali      | Finale          | Finale          |
| Atleta        | Evento                    | Tempo    | Posizione | Tempo           | Posizione       | Tempo           | Posizione       |
| ------------- | ------------------------- | -------- | --------- | --------------- | --------------- | --------------- | --------------- |
| Caylee Watson | 100 metri dorso femminili | 1'07"19  | 30ª       | non qualificata | non qualificata | non qualificata | non qualificata |